# Brent Goulet
Brent Goulet, né le 19 juin 1964 à Cavalier, est un joueur américain de soccer qui a eu une petite carrière d'entraîneur.

## Biographie
Il est élu "Joueur américain de soccer" de l'année 1987 et participe aux JO de 1988 à Séoul.
Il joue également la Coupe du monde de football en salle en 1989 et dispute trois matchs comptant pour les éliminatoires du mondial 1990.